# 31. Feldartillerie-Brigade (Deutsches Kaiserreich)
Die 31. Feldartillerie-Brigade war ein Großverband der Preußischen Armee.

## Geschichte
Die 31. Feldartillerie-Brigade wurde zum 1. Oktober 1899 in Hagenau im Elsass aufgestellt und am 16. Februar 1917 zum Artilleriekommandeur 31 umfunktioniert, dem damit die taktische Führung der gesamten sächsischen Feld- und schweren Artillerie oblag.
Sie war Teil der 31. Division, die bis 1912 dem XV. Armee-Korps in Straßburg und danach bis zum Kriegsende dem XXI. Armee-Korps in Saarbrücken zugeordnet war.

### Gliederung
- 1899 bis 1914

1. Unter-Elsässisches Feldartillerie-Regiment Nr. 31, 2. Unter-Elsässisches Feldartillerie-Regiment Nr. 67
- Kriegsgliederung bei Mobilmachung 1914

Wie vor
- Kriegsgliederung am 28. Oktober 1918

1. Unter-Elsässisches Feldartillerie-Regiment Nr. 31 und Fußartillerie-Bataillon Nr. 44

### Erster Weltkrieg
Die Brigade kam im Verband der 31. Division ausschließlich an der Westfront zum Einsatz.
Zu den Kampfhandlungen, Gefechten und Schlachten siehe Kampfgeschehen der 31. Division.

### Brigadekommandeure
| Name                          | Datum                                                     |
| ----------------------------- | --------------------------------------------------------- |
| George von Wittcken           | 1. Oktober 1899 bis 13. September 1900                    |
| Hermann Bennin                | 14. September 1900 bis 21. April 1902                     |
| Emil Vonberg                  | 22. April 1902 bis 17. August 1904                        |
| Karl Künstler                 | 18. August 1904 bis 15. Oktober 1906                      |
| Viktor von Lavergne Peguilhen | 16. Oktober 1906 bis 19. März 1911                        |
| Bruno Hahn                    | 20. März 1911 bis 21. März 1914                           |
| Kurt Emil Glokke              | 22. März 1914 bis 15. September 1914                      |
| Franz Rebay von Ehrenwiesen   | 16. September 1914 bis 29. August 1915                    |
| Hans Rüstow                   | 30. August 1915 bis 24. Februar 1917                      |
| Georg von der Lippe           | 25. Februar 1917 bis 30. September 1919 (Demobilisierung) |